# Чи кунг
Чи кунг (енгл. Qigong) је облик кинеске медицине, и представља координацију различитих шема дисања са разним физичким ставовима и кретањима тела. Чи кунг се углавном учи ради одржавања здравља, али се може практиковати и као терапеутска интервенција. Различите форме традиционалног чи кунга су такође облици кинеских борилачких вештина, углавном унутрашњег система борбе (енгл. nei chia).
Тренутно, постоји више од три хиљаде различитих стилова и школа чи кунга. Чи кунг се базира на традиционалном кинеском веровању да тело поседује енергетско поље, које ствара и одржава природни дах тела, чи. Чи значи дах, или дисати (на мандаринском кинеском), и он тело одржава живим. Кунг значи рад или техника. Чи кунг је стога „техника дисања“, или уметност дисања у циљу постизања и одржавања доброг здравља. У борилачким вештинама, помоћу чи кунга се постиже боља координација покрета и издржљивост тела.
Ставови према основама чи кунга се разликују. Већина западних медицинара, многи корисници традиционалне кинеске медицине, као и кинеска влада, виде чи кунг као вежбе дисања и кретања, са могућим корисним дејством у виду смањења стреса. Други виде чи кунг као више метафизички појам, и тврде да вежбе дисања и кретања могу утицати на основне силе универзума.

## Историја
Чи кунг, под разним именима, у Кини има дугу историјску позадину. Писани извори о чију и његовом дејству су стари и до 3 300 година (Шанг династија, Зхоу династија). Бројне књиге су написане о чи кунгу кроз кинеску историју. Развој кинеског чи кунга може се поделити у три периода:
- У древној Кини, људи су дошли до сазнања да се кроз одређена телесна кретања и умну концентрацију – повезане са разним техникама дисања, може постићи баланс и развој физичких, метаболичких и менталних функција. Ови покрети су временом усавршени кроз истраживање природног опсега кретања зглобова, и кроз имитирање природних кретања разних животиња. Истраживање је преношено и прочишћавано кроз међународне односе учитељ – ученик. Ово акумулирано знање је познато као традиционални кинески чи кунг.
- У каснијим вековима, ове вежбе су постале стандардизоване, и често довођене у везу са религијским учитељима. На пример, паљење тамјана се изворно користило као мерило за протицање времена, и у сврху одбијања инсеката током вежбања чи кунга, и коначно је постало битан елемент самог медитативног процеса. Временом, нове форме чи кунга су настале и преносе се кроз разне школе: таоистичка, будистичка, конфучијска, неоконфучијска, школа кинеске медицине и школа традиционалних кинеских борилачких вештина.
- 1950их, научници су отпочели студије о чи кунгу користећи научне методе, не би ли објективно испитали тврдње о ефикасности чи кунга. Научна истраживања су и даље у току.
- Данас, разни медицински универзитети издају дипломе чи кунга, или су уврстили чи кунг у свој програм.

## Пракса
Данас, милиони људи у Кини и широм света, редовно упражњавају чи кунг као вежбе за одржавање здравља. Чи кунг и сродне дисциплине су и даље повезане са борилачким вештинама и медитацијом коју преносе таоистички и будистички свештеници, мајстори борилачких вештина и њихови ученици. Некада, знање о вежбама је било јако затворено, док је у модерно доба лако приступачно свима широм Кине и остатком света.
Медицински чи кунг третман је званично признат као стандардна медицинска техника у кинеским болницама од 1989. године. Увршћен је и у програм свих великих универзитета у Кини. Након година расправа, кинеска влада је 1996. одлучила да званично уврсти чи кунг као део свог Националног Здравственог Плана.
Др. Yан Xин, лекар и западне и кинеске народне медицине, и оснивач релативно популарне Yан Xин чи кунг школе, тврди да би чи кунг био прихваћен од стране модерног света, мора да прође научно испитивање. Без оваквог теста, он тврди да ће чи кунг бити одбачен као празноверје (видети поглавље „Критика чи кунга“). Средином 1980их, он и други су почели систематичну студију чи кунга у истраживачким институцијама у Кини и САД. Више од 20 папира је објављено На пример, доказано је да је таи чи чуан, борилачка вештина повезана са чи кунгом, ефикасна превенција падова старих особа, јер побољшава баланс и равнотежу.

## Веровање
Чи кунг и његова веза са кинеским борилачким вештинама су често повезане са спиритуалношћу. Веза је пуно јача него са другим техникама традиционалне кинеске медицине. Чи кунг је кроз историју знатно вежбан у таоистичким и будистичким манастирима као додатак тренинзима борилачких вештина, и користи борилачког чи кунга су добро познати у источно азијској борилачкој традицији и популарној култури. Такође, традиционалне методе учења у већини чи кунг школа (бар у Азији) воде порекло од стриктног односа учитељ – ученик наслеђеног из конфучијанизма.
У неким стиловима чи кунга, сматра се да су човечанство и природа нераздвојиви. Свако другачије веровање се сматра вештачком дискриминацијом основаном на ограниченом, дво-димензионалном виђењу људског живота. Оваква филозофија сматра да је приступ вишим стањима енергије и потоња здравствена корист – коју та виша стања пружају, могућа кроз принципе неге врлине (види тао те чинг). Нега врлине може се описати као процес у коме један препознаје да никада није одвојен од природе.
Неки тврде да је индивидуални ниво чи кунг достигнућа нераскидиво повезан са нивоом сопствене врлине. Стога, у чи кунгу, фокус на врлину онога који вежба је јако битна техничка потреба, нарочито на напредним нивоима. Без сталне неге врлине, не може се постићи опуштеност и смирено стање ума и тела.

## Критика чи кунга
Критика чи кунга се углавном заснива на чи кунгу као методу операције. И традиционални кинески и западњачки медицинари се мало разилазе по питању тога да ли чи кунг може да поправи, и у многим случајевима, да одржава здравље, подстичући кретање, повећавајући опсег покрета, опуштајући и поправљајући гипкост зглобова. Ипак, корисност чи кунга постаје питање расправе када се истиче да чи кунг дугује захвалност чију као спољној не-физичкој сили.
Многи који упражњавају чи кунг тврде да они могу директно открити и манипулисати овом енергијом. Други, укључујући традиционалне кинеске лекаре, верују да се чи може посматрати као метафора биолошког процеса, и ефикасност чи кунга се онда може објаснити појмовима познатијим западној медицини, као на пример управљање стресом.

## Спор око чи кунга
Током 80их и 90их, повећана популарност чи кунга и сродних вежби је довела до оснивања многих група и метода у Кини и другде које су критиковане од стране традиционалних чи кунг практиканата. У овој клими, велики број људи је почео учење чи кунга под неодговарајућом контролом. Данас је врло вероватно да већина људи који уче чи кунг уче самостално, помоћу књига, видео-трака или DVD, без надзора учитеља. Ово може довести до неколико проблема, тврде представници традиционалних школа.
Традиционални тренинг захтева много година учења под надзором некога ко је такође учио много година, некога ко може да спречи ученика у неуравнотеженом приступу чи кунг вежбама. Теорија иза овога је да небалансиран проток унутрашње енергије коначно доводи до дисфункције разних функција у организму, и менталних и физичких. Приче о самоуким ученицима који су развили хроничне менталне и физичке проблеме као резултат непрописног тренинга нису ретке. Појам који се користи за један облик овог синдрома је „Чи кунг психоза“ (увршћен је у DSM-IV-TR као синдром у вези са културом). Још један облик непрописног тренинга је и појава варалица и шарлатана који се рекламирају као чи кунг лекари, обећавајући чудотворне лекове за одговарајућу новчану надокнаду. Традиционално, чи кунг се више сматра као вежбе за одржавање здравља, и на све који обећавају чуда треба гледати сумњиво, сматрају традиционални учитељи.
Скорашња популарност је такође довела и до повећане опасности од квази религиозних група које подучавају чи кунг у трендовској Њу Ејџ духовној атмосфери. Чи кунг је повезан са Кином и таоистичком и будистичком медитативним вежбама скоро две хиљаде година, и ова веза се у новом времену експлоатише од стране многих самозваних вођа секти. Вероватно је најбољи пример група која пропагира јединство религије и чи кунга – Фалун Гонг. Њихова светска популарност је толико нарасла да је влада НР Кине забранила свако њихово делање 1999.